# Trinaesta Vlada Republike Hrvatske
Trinaesta Vlada Republike Hrvatske je saziv Vlade Republike Hrvatske, kojoj je mandat započeo 22. siječnja 2016., a okončan 19. listopada 2016. Predsjednik Vlade bio je Tihomir Orešković.  16. lipnja 2016. sa 125 glasova za, 15 protiv i 2 suzdržana, Hrvatski je sabor Tihomiru Oreškoviću izglasovao nepovjerenje, što je u konačnici rezultiralo prijevremenim parlamentarnim izborima u rujnu 2016.

## Sastav

#### Predsjednik i potpredsjednici
| Ime                | Dužnost             | Mandat                                       |
| ------------------ | ------------------- | -------------------------------------------- |
| Tihomir Orešković  | predsjednik         | od 22. siječnja 2016. do 19. listopada 2016. |
| Tomislav Karamarko | prvi potpredsjednik | od 22. siječnja 2016. do 15. lipnja 2016.    |
| Božo Petrov        | potpredsjednik      | od 22. siječnja 2016. do 13. listopada 2016. |

#### Ministarstva i ministri
| Ministarstvo                                               | Ministar                    | Mandat                                       |
| ---------------------------------------------------------- | --------------------------- | -------------------------------------------- |
| Ministarstvo financija                                     | Zdravko Marić               | od 22. siječnja 2016. do 19. listopada 2016. |
| Ministarstvo obrane                                        | Josip Buljević              | od 22. siječnja 2016. do 19. listopada 2016. |
| Ministarstvo vanjskih i europskih poslova                  | Miro Kovač                  | od 22. siječnja 2016. do 19. listopada 2016. |
| Ministarstvo unutarnjih poslova                            | Vlaho Orepić                | od 22. siječnja 2016. do 19. listopada 2016. |
| Ministarstvo pravosuđa Republike Hrvatske                  | Ante Šprlje                 | od 22. siječnja 2016. do 19. listopada 2016. |
| Ministarstvo uprave Republike Hrvatske                     | Dubravka Jurlina Alibegović | od 22. siječnja 2016. do 19. listopada 2016. |
| Ministarstvo gospodarstva                                  | Tomislav Panenić            | od 22. siječnja 2016. do 13. listopada 2016. |
| Ministarstvo regionalnoga razvoja i fondova Europske unije | Tomislav Tolušić            | od 22. siječnja 2016. do 19. listopada 2016. |
| Ministarstvo poduzetništva i obrta                         | Darko Horvat                | od 22. siječnja 2016. do 19. listopada 2016. |
| Ministarstvo rada i mirovinskoga sustava                   | Nada Šikić                  | od 22. siječnja 2016. do 19. listopada 2016. |
| Ministarstvo pomorstva, prometa i infrastrukture           | Oleg Butković               | od 22. siječnja 2016. do 19. listopada 2016. |
| Ministarstvo poljoprivrede                                 | Davor Romić                 | od 22. siječnja 2016. do 19. listopada 2016. |
| Ministarstvo turizma                                       | Anton Kliman                | od 22. siječnja 2016. do 19. listopada 2016. |
| Ministarstvo zaštite okoliša i prirode                     | Slaven Dobrović             | od 22. siječnja 2016. do 19. listopada 2016. |
| Ministarstvo graditeljstva i prostornoga uređenja          | Lovro Kuščević              | od 22. siječnja 2016. do 19. listopada 2016. |
| Ministarstvo branitelja                                    | Mijo Crnoja                 | od 22. siječnja 2016. do 28. siječnja 2016.  |
| Ministarstvo branitelja                                    | Tomo Medved                 | od 21. ožujka 2016. do 19. listopada 2016.   |
| Ministarstvo socijalne politike i mladih                   | Bernardica Juretić          | od 22. siječnja 2016. do 19. listopada 2016. |
| Ministarstvo zdravlja                                      | Dario Nakić                 | od 22. siječnja 2016. do 19. listopada 2016. |
| Ministarstvo znanosti, obrazovanja i sporta                | Predrag Šustar              | od 22. siječnja 2016. do 19. listopada 2016. |
| Ministarstvo kulture                                       | Zlatko Hasanbegović         | od 22. siječnja 2016. do 19. listopada 2016. |

## Poveznice
- Vlada Republike Hrvatske
- popis hrvatskih predsjednika Vlade
- Predsjednik Vlade Republike Hrvatske